# Бонифаций VI
Бонифаций VI (на латински: Bonifatius PP. VI) е римски папа само за 15 дни от април 896 г. Той е избран за папа на 4 април 896 г. като резултат от размириците след смъртта на папа Формоза, предизвикани от борбата за власт между поддръжниците на херцогство Сполето и на Каролингите. Неговият понтификат продължава само 15 дни. Според един сведения той умира от подагра заради напреднала възраст, а според други е убит от поддръжници на херцогство Сполето, за да се разчисти пътя към престола за техния кандидат – Стефан VII. През 898 г. Йоан IX обявява избора на Бонифаций за недействителен.